# Römisch-katholische Kirche in Kamerun

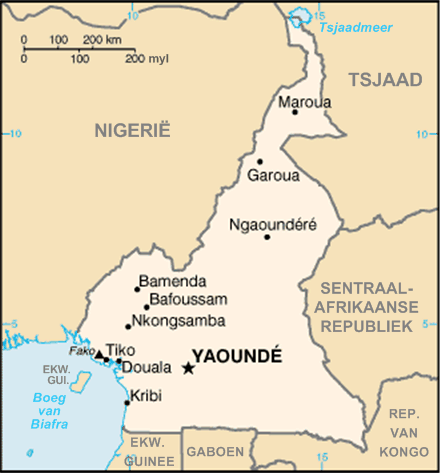
Übersichtskarte Kamerun

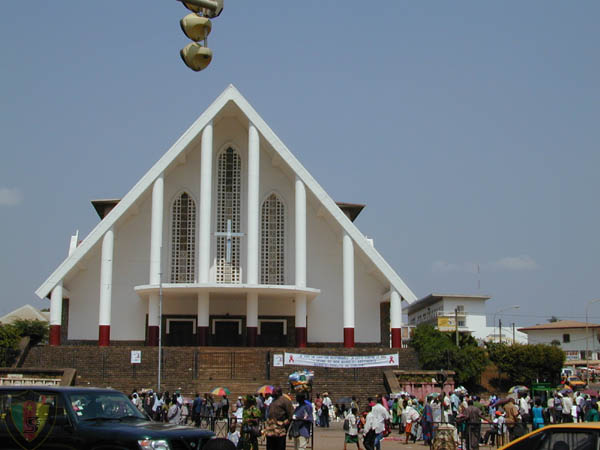
Kathedralkirche von Yaoundé

Die Römisch-katholische Kirche in Kamerun ist Teil der weltweiten römisch-katholischen Kirche.

## Geschichte
1884 wurde Kamerun deutsche Kolonie. Im Jahre 1890 begann die katholische Pallottinermission in Kamerun. Papst Leo XIII. errichtete am 18. März desselben Jahres die Apostolische Präfektur Kamerun, die 1904 zum Apostolischen Vikariat erhoben wurde. Der deutsche Pallotinermissionar Heinrich Vieter SAC wurde Apostolischer Präfekt bzw. Vikar und 1905 in Limburg an der Lahn zum Bischof geweiht. Sein Nachfolger als Apostolischer Vikar wurde 1914 Franziskus Hennemann SAC. Infolge des Ersten Weltkriegs wurden jedoch 1916 alle deutschen Missionare aus Kamerun ausgewiesen. Französische Spiritaner übernahmen 1923 den französischsprachigen Teil Kameruns, Mill-Hill-Missionare den englischsprachigen Teil als Missionsgebiet.
Papst Johannes Paul II. besuchte Kamerun in den Jahren 1985 und 1995. Papst Benedikt XVI. hat im März 2009 Kamerun und Angola besucht.

## Kirche
In Kamerun sind circa 25 % der Gesamtbevölkerung Angehörige der katholischen Kirche, mithin 4,65 Millionen Katholiken. Es gibt 24 Diözesen und Erzdiözesen, die in der Bischofskonferenz von Kamerun (Conférence Episcopale Nationale du Cameroun, CENC) zusammengeschlossen sind. Vorsitzender der CENC ist seit 2013 der Erzbischof von Douala Samuel Kleda.
Vertreter des Heiligen Stuhls in Kamerun – der Apostolische Nuntius – ist seit dem 30. August 2023 Erzbischof José Avelino Bettencourt. Sein Amtsbereich umfasst neben Kamerun auch Äquatorialguinea.
Liturgiesprache ist Französisch (2/3) und Englisch (1/3).

## Kirchenprovinzen und Bistümer
- Erzbistum Bamenda
  - Bistum Buéa
  - Bistum Kumba
  - Bistum Kumbo
  - Bistum Mamfe
- Erzbistum Bertoua
  - Bistum Batouri
  - Bistum Doumé-Abong’ Mbang
  - Bistum Yokadouma
- Erzbistum Douala
  - Bistum Bafang
  - Bistum Bafoussam
  - Bistum Edéa
  - Bistum Eséka
  - Bistum Nkongsamba
- Erzbistum Garoua
  - Bistum Maroua-Mokolo
  - Bistum Ngaoundéré
  - Bistum Yagoua
- Erzbistum Yaoundé
  - Bistum Bafia
  - Bistum Ebolowa
  - Bistum Kribi
  - Bistum Mbalmayo
  - Bistum Obala
  - Bistum Sangmélima